# Verbandsgemeinde Bad Sobernheim
Verbandsgemeinde Bad Sobernheim é uma associação municipal do estado da Renânia-Palatinado.